# Danny Lee

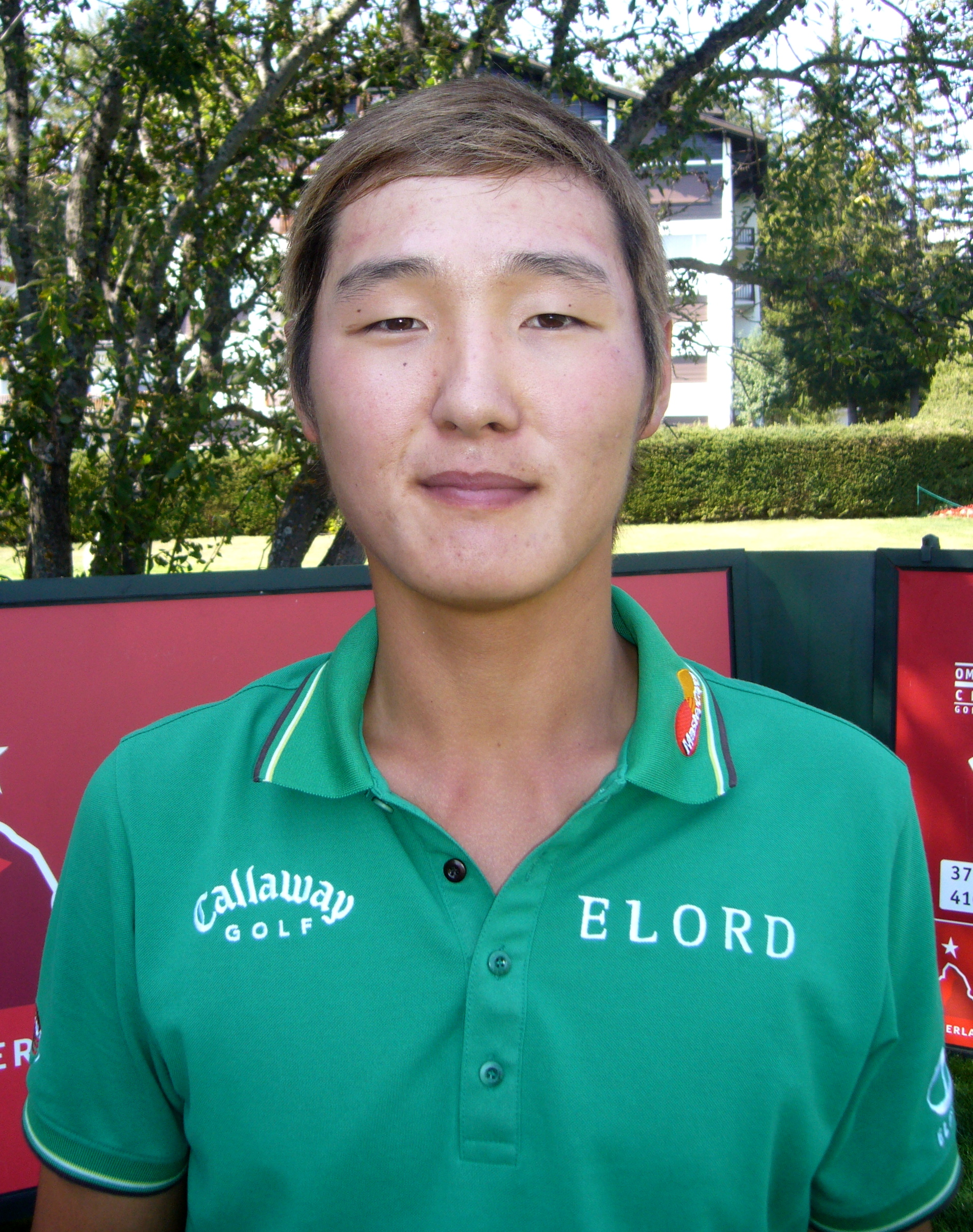
Danny Lee, 2009.

Danny Jin-Myung Lee, koreanska: 이진명, född 24 juli 1990 i Seoul i Sydkorea, är en nyzeeländsk professionell golfspelare som spelar för Liv Golf. Han har tidigare spelat bland annat på PGA Tour, PGA European Tour och Web.com Tour.
Lee har vunnit en PGA-vinst, en European-vinst och en Web.com-vinst. Hans bästa resultat i majortävlingar har varit en delad 17:e plats vid 2016 års The Masters Tournament. Lee slutade också delad sjunde plats vid 2018 års The Players Championship. Han var även med och tävlade för Nya Zeeland vid de olympiska sommarspelen 2016.